# Heterostemma papuanum
Heterostemma papuanum är en oleanderväxtart som beskrevs av Rudolf Schlechter. Heterostemma papuanum ingår i släktet Heterostemma och familjen oleanderväxter. Inga underarter finns listade i Catalogue of Life.